# Ministerstwo Kultury Czech
Ministerstwo Kultury Republiki Czeskiej (cz. Ministerstvo kultury České republiky, MK) – utworzone na mocy ustawy nr 2/1969 Sb. o powołaniu ministerstw i innych centralnych organów administracji państwowej Czeskiej Republiki Socjalistycznej. 

## Kompetencje
Wymieniona ustawa (w § 10) określa, że do zakresu obowiązków MK należą:
- sztuka, zajęcia kulturalne i edukacyjne oraz ochrona zabytków kultury
- ochrona zabytków kościelnych
- wydawanie licencji dla prasy i innych mediów
- radiofonia i telewizja (z wyjątkiem kompetencji Rady Radiofonii i Telewizji)
- realizacja ustawy o prawie autorskim
- kontrolowanie tworzenia i handlu dziełami sztuki
- muzealnictwo i bibliotekoznawstwo
- zarządzanie kontroli zabytków jako specjalny organ w zakresie ochrony zabytków państwa[1]

Od 17 grudnia 2021 roku Ministrem Kultury jest Martin Baxa z partii ODS.

## Siedziba
Oprócz siedziby w Pałacu Nostica, Ministerstwo posiada swoje siedziby w Hradczanach i przy ul. Milady Horákové 139, które było główną siedzibą Ministerstwa do 2003 roku. Budynek w Hradczanach, który był pierwotnie sierocińcem miejskim, został wybudowany w 1913 roku według projektu Josefa Rosipala.

## Struktura organizacyjna
Biuro w Pradze 1, przy Placu Maltézské 1
- Minister
- Sekretariat Ministra
- Dział Poczty i Korespondencji przeznaczony dla zgłoszeń prywatnych i wysłanych pocztą
- Oddział Prasowy
- Departament Ochrony
- Dział Sztuki i Bibliotek
- Departament Kultury Regionalnej i Narodowej
- Biuro Dyrektora Bezpieczeństwa
- Departament Kontroli
- Oddzielny dział audytu wewnętrznego
- Departament Funduszy Strukturalnych

Biuro w Pradze 6, przy ul. Milady Horákové 139
- Departament Legislacji i Prawa
- Departament Spraw Zagranicznych
- Departament Kościołów
- Oddział Mediów i Sektora Audiowizualnego
- Departament Ochrony Ruchomego Dziedzictwa Kulturowego, Muzeów i Galerii
- Departament Ekonomiczny
- Oddzielny dział zarządzania funduszami państwowymi
- Dział Zasobów Ludzkich
- Wydział Inwestycji
- Dział Administracji Wewnętrznej
- Inspekcja Ochrony Zabytków

## Historia
Początkowo Ministerstwo Kultury należało do Ministerstwa Kultu i Edukacji (niem. Ministerium für Cultus und Unterricht), które nazwano później Ministerstwem Edukacji. W 1953 roku z Ministerstwa Edukacji wyodrębniło się samodzielne Ministerstwo Kultury. 

## Lista ministrów

### Czechy w składzie Czechosłowacji (do 1992 r.)
| Lp. |  | Minister        |  | Partia  | Okres urzędowania                 | Rząd                                                                                       |
| --- |  | --------------- |  | ------- | --------------------------------- | ------------------------------------------------------------------------------------------ |
| 1.  |  | Miloslav Brůžek |  | KSČ     | 10 lipca 1969 – 8 maja 1973       | Rząd Stanislava Rázla Rząd Josefa Kempnego i Josefa Korčáka                                |
| 2.  |  | Milan Klusák    |  | KSČ     | 8 maja 1973 – 21 kwietnia 1988    | Rząd Josefa Kempnego i Josefa Korčáka Drugi rząd Josefa Korčáka Trzeci rząd Josefa Korčáka |
| 3.  |  | Milan Kymlička  |  | KSČ     | 21 kwietnia 1988 – 5 grudnia 1989 | Rząd Josefa Korčáka, Ladislava Adamca, Františka Pitry i Petra Pitharta                    |
| 4.  |  | Milan Lukeš     |  | KSČ     | 5 grudnia 1989 – 29 lipca 1990    | Rząd Josefa Korčáka, Ladislava Adamca, Františka Pitry i Petra Pitharta                    |
| 5.  |  | Milan Uhde      |  | OF      | 29 lipca 1990 – 2 lipca 1992      | Rząd Petra Pitharta                                                                        |
| 6.  |  | Jindřich Kabát  |  | KDU-ČSL | 2 lipca 1992 – 17 stycznia 1994   | Pierwszy rząd Václava Klausa                                                               |

### Czechy (od 1993 r.)
| Lp. |  | Minister                  |  | Partia                             | Okres urzędowania                                                           | Rząd                                                                                  |
| --- |  | ------------------------- |  | ---------------------------------- | --------------------------------------------------------------------------- | ------------------------------------------------------------------------------------- |
| 1.  |  | Jindřich Kabát            |  | KDU-ČSL                            | 2 lipca 1992 - 17 stycznia 1994                                             | Pierwszy rząd Václava Klausa                                                          |
| 2.  |  | Pavel Tigrid              |  | KDU-ČSL                            | 17 stycznia 1994 – 4 lipca 1996                                             | Pierwszy rząd Václava Klausa                                                          |
| 3.  |  | Jaromír Talíř             |  | KDU-ČSL                            | 4 lipca 1996 – 2 stycznia 1998                                              | Drugi rząd Václava Klausa                                                             |
| 4.  |  | Martin Stropnický         |  | bezpartyjny                        | 2 stycznia 1998 – 22 lipca 1998                                             | Rząd Josefa Tošovskiego                                                               |
| 5.  |  | Pavel Dostál Zdeněk Novák |  | ČSSD                               | 22 lipca 1998 – 24 lipca 2005 zastępca od 24 lipca 2005 do 17 sierpnia 2005 | Rząd Miloša Zemana Rząd Vladimíra Špidli Rząd Stanislava Grossa Rząd Jiříego Paroubka |
| 6.  |  | Vítězslav Jandák          |  | ČSSD                               | 17 sierpnia 2005 – 4 września 2006                                          | Rząd Jiříego Paroubka                                                                 |
| 7.  |  | Martin Štěpánek           |  | bezpartyjny dla ODS-u              | 4 września 2006 – 9 stycznia 2007                                           | Pierwszy rząd Mirka Topolánka                                                         |
| 8.  |  | Helena Třeštíková         |  | KDU-ČSL                            | 9 stycznia 2007 – 26 stycznia 2007                                          | Drugi rząd Mirka Topolánka                                                            |
| 9.  |  | Václav Jehlička           |  | KDU-ČSL                            | 26 stycznia 2007 – 8 maja 2009                                              | Drugi rząd Mirka Topolánka                                                            |
| 10. |  | Václav Riedlbauch         |  | bezpartyjny dla ČSSD               | 8 maja 2009 – 13 lipca 2010                                                 | Rząd Jana Fischera                                                                    |
| 11. |  | Jiří Besser               |  | bezpartyjny dla TOP 09, potem STAN | 13 lipca 2010 – 16 grudnia 2011                                             | Rząd Petra Nečasa                                                                     |
| 12. |  | Alena Hanáková            |  | TOP 09                             | 16 grudnia 2011 – 10 lipca 2013                                             | Rząd Petra Nečasa                                                                     |
| 13. |  | Jiří Balvín               |  | bezpartyjny                        | 10 lipca 2013 – 29 stycznia 2014                                            | Rząd Jiříego Rusnoka                                                                  |
| 14. |  | Daniel Herman             |  | KDU-ČSL                            | 29 stycznia 2014 – 13 grudnia 2017                                          | Rząd Bohuslava Sobotki                                                                |
| 15. |  | Ilja Šmíd                 |  | bezpartyjny                        | 13 grudnia 2017 – 27 czerwca 2018                                           | Pierwszy rząd Andreja Babiša                                                          |
| 16. |  | Antonín Staněk            |  | ČSSD                               | 27 czerwca 2018 – 31 lipca 2019                                             | Drugi rząd Andreja Babiša                                                             |
| 17. |  | Lubomír Zaorálek          |  | ČSSD                               | 27 sierpnia 2019 – 17 grudnia 2021                                          | Drugi rząd Andreja Babiša                                                             |
| 18. |  | Martin Baxa               |  | ODS                                | 17 grudnia 2021 – nadal                                                     | Rząd Petra Fiali                                                                      |